# 붉은 8월

1966년 8월 18일, 마오쩌둥은 천안문에서 처음으로 홍위병를 만나 북경에서 대규모 학살을 촉발하였다.

붉은 8 월 (중국어 간체자: 红八月, 정체자: 紅八月, 병음: Hóng Bāyuè)은 원래 문화 대혁명이 시작되었던 1966년 8월을 의미하며 이 기간 동안 주로 일어난 베이징에서의 일련의 학살을 표현하는 데 사용된다. 1980년 공식 통계에 따르면 1966년 8월부터 9 월까지 총 1,772 명 (많은 학교의 교사와 교장 포함)이 베이징에서 홍위병에 의해 사망하였다. 또한 33,695 채의 집이 약탈 당했고 85,196 가구가 강제로 도시를 떠나게 되었다. 학자들은 또한 1985년의 공식 통계에 따르면 붉은 8 월기간 동안의 실제 사망자 수는 10,000 명 이상이라고 지적하였다.

## 학살의 역사

마오쩌둥은 1966년 10월 베이징에서 홍위병들로부터 경례를 받는 마오쩌둥.

1966년 8월 18일, 마오쩌둥은 베이징 천안문에서 홍위병 지도자 송 빈빈 (宋彬彬)을 만났다. 회의는 도시에서 대규모 살인을 시작한 홍위병들을 크게 자극하였다. 붉은 8월 기간 동안의 학살 방법에는 구타, 채찍질, 교살, 짓밟기, 참수 등이 포함되었다. 특히 대부분의 영유아를 죽이는 데 사용된 방법은 그들을 땅에 내리치거나 반으로 자르는 것이었다. 저명한 작가 라오서를 비롯한 많은 사람들이 박해를 받고 자살했다.
학살 당시 마오쩌둥은 정부의 학생 운동에 대한 어떠한 개입도 공개적으로 반대했고, 공안부 장관 시 푸지 (谢富治)도 홍위병를 보호하고 그들을 체포하지 말라고 명령했다. 그러나 상황은 1966년 8월 말까지 통제 할 수 없게되어 중국공산당 중앙위원회와 중국 정부가 여러 번의 개입을 강요하여 학살을 점차 종식 시켰다.
홍위병에 의한 살해는 또한 베이징의 여러 농촌 지역에 영향을 미쳤으며, 예를 들어 8월 27일부터 9월 1일까지 베이징의 다싱구에서 325 명이 사망 한 "다싱 대학살"을 일으켰다. 다싱 대학살에서 사망 한 가장 오래된 사람은 80 세였고, 가장 어린 사람은 겨우 38 일이었다. 모두 22가구가 전멸하였다.

## 영향과 여파

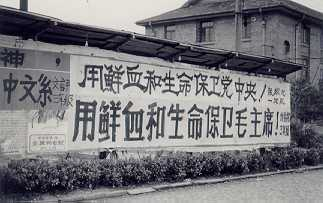
상하이 푸단 대학 캠퍼스에서 홍위병의 정치 선전 : "피와 생명으로 중앙당위원회를 지켜라! 피와 생명으로 마오 위원장을 지켜라!".

베이징의 붉은 8월은 상하이, 광저우, 난징, 샤먼 등 여러 도시에서 홍위병 운동을 촉발한 중국 문화 대혁명 내 "적색 테러"의 기원으로 여겨진다. 이 장소에서 지역 정치 지도자, 지식인, 교사 및 "흑오류(黑五类)"의 구성원들은 홍위병에 의해 박해를 받고 심지어 살해당하기까지 하였다.
붉은 8월의 결정적인 순간이었던 '1966년 8월 18일'은 나치 독일 홀로코스트의 시발점이 되었던 '수정의 밤'과의 비교가있다. 또한 붉은 8월과 중국 전역의 문화 대혁명 학살은 '제2차 중일전쟁'당시 일본군이 실시한 난징 대학살과 비교되기도 한다.

## 같이 보기
- 마오쩌둥 사상
- 대숙청